# Rozhodovací paralýza
Rozhodovací paralýza (v anglickém jazyce decision paralysis) je psychologický jev, kdy je člověk neschopen se rozhodnout a zvolit si z více nabízejících se možností. Čím více variant má k dispozici, tím hůře se rozhoduje při výběru jedné z nich. Velké množství voleb ho frustruje a při konečném rozhodnutí nepociťuje takovou míru štěstí, jako kdyby předtím neměl vůbec na výběr, protože zpětně pochybuje nad správností své konečné volby.
Rozhodovací paralýza zasahuje do mnoha oblastí lidského života. Často bývá zmiňována jako jeden z faktorů způsobujících prokrastinaci. A je silným tématem také v oblasti navrhování internetových aplikací, neboť její správné pochopení má významný vliv na ziskovost e-shopů a dalších webů.

## Příklady
- Máme-li dva důležité úkoly, které je třeba splnit, často volíme třetí možnost a utíkáme k nepodstatné činnosti.
- V obchodě se nám nabízí nespočet barev a střihů kalhot, těžko si vybereme a poté si říkáme, zda by ty jiné kalhoty nebyly bývaly lepší.
- Potřebujeme se rozhodnout, jaké důchodové pojištění si zvolit, ale možností je příliš mnoho, tak rozhodnutí postupně odkládáme i několik let.

## Možná řešení
- Určit si priority – nejdůležitější úkol splnit hned jako první.
- Vědomě se zbytečně nevystavovat velkému množství voleb – někdy není třeba najít opravdu všechny kalhoty na trhu a z nich si vybírat.
- Vytvořit si plán a ten se snažit dodržet.
- Delegovat nedůležitá rozhodnutí na ostatní a neztrácet s nimi čas.